# Нормальная высота

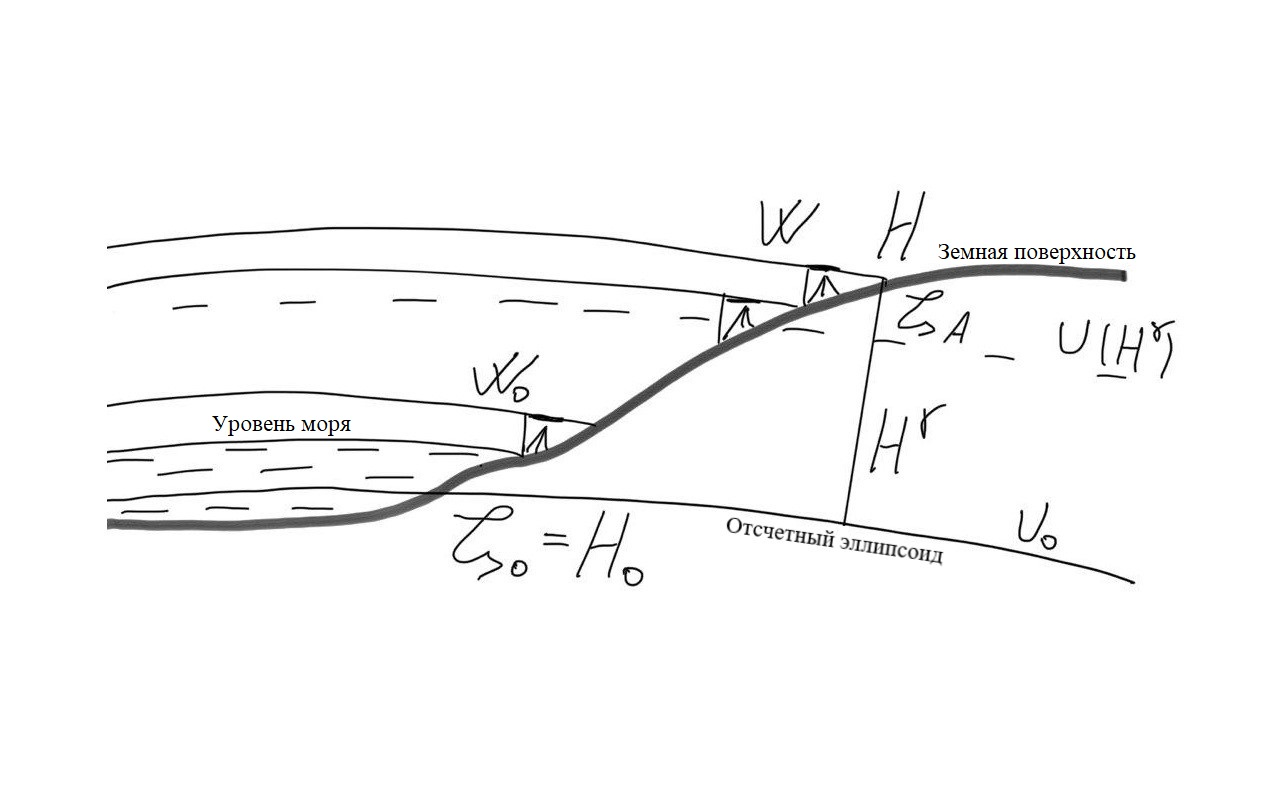
Рис. 1. — нулевой потенциал, — потенциал в точке, — нормальная высота точки, — аномалия высоты точки

Нормальная высота — один из возможных способов определения высоты от уровня моря. Величина, численно равная отношению геопотенциальной величины в данной точке к среднему значению нормальной силы тяжести Земли по отрезку, отложенному от поверхности земного эллипсоида.
Иначе, значение, которое можно охарактеризовать как: перемещение единичной массы в поле силы тяжести {\displaystyle g} из некоторой точки {\displaystyle U_{0}} с потенциалом {\displaystyle W_{0}} в точку {\displaystyle U} с потенциалом {\displaystyle W}, деленное на среднее интегральное значение нормальной силы тяжести на отрезке {\displaystyle U_{0}} до {\displaystyle U}. В отличие от ортометрической высоты при вычислении нормальной высоты нет необходимости иметь информацию о внутреннем строении Земли, так как вычисление нормальной высоты происходит не в реальном, а в нормальном поле.

## Общая информация

### История введения термина
Впервые нормальные высоты введены М. С. Молоденским, тогда они ещё не имели названия и были обозначены через {\displaystyle q}. В работе того же Молоденского, нормальные высоты были названы вспомогательными. Свое современное название эти высоты, по предложению Молоденского, получили в работе В.Ф. Ермеева
М. С. Молоденский отметил, что определение малой разности между реальным и нормальным гравитационным полем Земли (аномальное поле) имеет строгое решение, если в возникающих уравнениях ввести «вспомогательные» высоты {\displaystyle H^{\gamma }} под условием:
{\displaystyle W(H)-W_{0}(H=\zeta _{0})=U(H=H^{\gamma })-U_{0}(H=0)}
В. Ф. Еремеев отметил, что «вспомогательные» высоты ближе к суммам нивелирных превышений, чем ортометрические высоты, и по предложению самого Молоденского был введён термин «нормальная высота».

### Связь с Балтийской системой высот
При измерении нивелирных превышений и вычислении геопотенциальных чисел в разных странах используют различные исходные пункты. Каждая изолированная нивелирная сеть, развитая от какого-либо футштока, определяет разности потенциалов точек этой сети относительно уровненной поверхности {\displaystyle W=W_{0}}, проходящей через исходный пункт данной сети. Поскольку уровень моря в разных районах различен, исходные пункты связаны с разными уровенными поверхностями, и по измерениям в изолированных сетях нельзя получить геопотенциальные числа для всей Земли в единой системе. Чтобы подчеркнуть это, говорят, что на данной территории развита система высот от определённого футштока. Так, в СССР была создана Балтийская система высот, в которой исходным пунктом служит Кронштадский футшток. Здесь термин «система» имеет смысл, как система, которая устанавливает некоторую уровенную поверхность, относительно которой вычисляют разности потенциалов.

### Использование в других странах
Система нормальных высот принята в России, странах СНГ и некоторых европейских странах, Швеция, Германия, Франция и др.).
В Австрии, Боснии и Герцеговине, Норвегии, Югославии приняты нормально-ортометрические высоты.

### Особенности использования термина
В случаях, когда высоты определены с не очень высокой точностью, все высоты, кроме геодезической, называют высотами над уровнем моря, или абсолютными высотами, а разность высот — относительными высотами. Это аналогично названию координат приближенно все координаты (астрономические, геодезические, геоцентрические) называют географическими.

### Способы определения
- Геометрическое нивелирование
- Спутниковое нивелирование

## Основные сведения

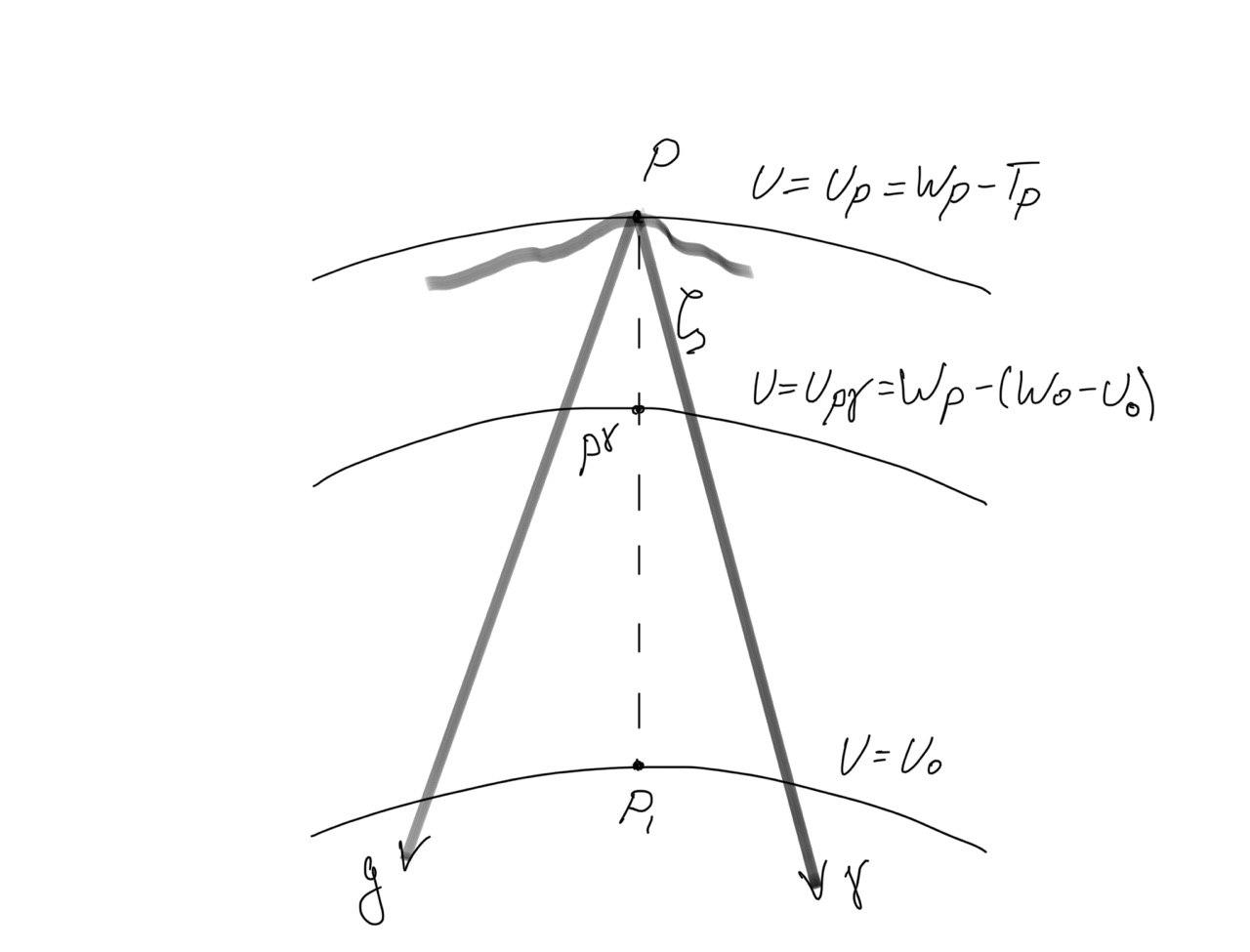
Рис. 2. Точка — точка поверхности Земли, через которую проходит нормальная уровенная поверхность, — нормальная уровенная поверхность, — нормальный потенциал в точке, — нормальная высота, — аномалия высоты, — геодезическая высота

Натуральная система координат связана с силовыми линиями и уровенными поверхностями реального поля Земли. Система координат в нормальном поле связана с нормальной силовой линией и нормальной уровенной поверхностью, проходящими через данных пункт. Так как нормальное поле не совпадает с действительными, координаты в нормально поле отличаются от натуральных.

### Связь сгеопотенциальным числом
Установим связь нормального геопотенциального числа {\displaystyle U_{0}-U_{p}} с действительным {\displaystyle W_{0}-W_{p}}. Для потенциала в точке {\displaystyle P}
{\displaystyle W_{p}=W_{0}-(W_{0}-W_{p})};
{\displaystyle U_{p}=U_{0}-(U_{0}-U_{p})}
образуем разность {\displaystyle W_{p}-U_{p}}. Учитывая что эта разность равна аномальному потенциалу {\displaystyle T_{p}} получим
{\displaystyle (U_{0}-U_{p})=(W_{0}-W_{p})+T_{p}-(W_{0}-U_{0})}
Действительное и нормальное геопотенциальное число различается на величину аномального потенциала в точке {\displaystyle P} и разность {\displaystyle W_{0}-U_{0}} потенциалов на геоиде и уровенном эллипсоиде.
Если бы гравитационное поле Земли совпадало с нормальным и потенциал {\displaystyle W_{0}} на геоиде был равен потенциалу {\displaystyle U_{0}} на уровенном эллипсоиде, нормальное и действительное геопотенциальное число точки {\displaystyle P} тоже совпали бы. Однако на силовой линии {\displaystyle P_{1}P} нормального поля, проходящей через точку {\displaystyle P}, всегда найдется такая точка {\displaystyle P^{\gamma }} в которой нормальное геопотенциальное число тождественно равно действительному
{\displaystyle U_{0}-U_{p^{\gamma }}\equiv W_{0}-W_{p}}
Причем поскольку нормальный потенциал всегда выбирают близким к действительному, точка {\displaystyle P^{\gamma }} будет не далеко расположена от точки {\displaystyle P}.

### Отличие от высоты в нормальном поле
Высота в нормальном поле определена как отрезок {\displaystyle PP_{1}}нормальной силовой линии от эллипсоида до любой точки {\displaystyle P}. Она отличается от геодезической высоты только из-за кривизны нормальной силовой линии, но это отличие практически не ощутимо. Высота в нормальном поле — это расстояние, измеряемое вдоль силовой линии нормального поля от эллипсоида до любой точки {\displaystyle P}, а нормальная высота — расстояние вдоль нормальной силовой линии от той же точки {\displaystyle P_{1}} эллипсоида, но не до точки {\displaystyle P}, а до точки {\displaystyle P^{\gamma }}, в который выполняется тождество выше.

### Связь с аномалией высоты
Отрезок {\displaystyle P^{\gamma }{P}=\zeta } появляется из-за несовпадения действительного и нормального поля является элементом аномального поля. Его называют аномалией высоты.
Аномалию высоты получают как расстояние между уровенными поверхностями проходящими через точки {\displaystyle P} и {\displaystyle P^{\gamma }}. Согласно формуле {\displaystyle dU=-\gamma {dH_{H}}}, полагая {\displaystyle dU=U_{p}-U_{p\gamma }} и {\displaystyle dH_{H}=\zeta }, находим
{\displaystyle \zeta ={U{p\gamma }-U_{p} \over \gamma }}
где {\displaystyle \gamma } — среднее значение нормальной силы тяжести на отрезке {\displaystyle \zeta }

### Связь с геодезической высотой
Высота {\displaystyle H_{H}=P_{1}{P}} равна сумме нормальной высоты и аномалии высоты
{\displaystyle H_{H}=H^{\gamma }+\zeta }
Так как высота в нормальном поле практически совпадает с геодезической, это выражение справедливо и для связи геодезической и нормальной высот
{\displaystyle H=H^{\gamma }+\zeta }

### Основная формула
Перенесём измеренную разность потенциалов в нормальное поле:
{\displaystyle W_{A}-W_{0}=-\int \limits _{(W_{0})}^{(W)}gdh=U'-U_{0}=-\int \limits _{(U_{0})}^{(U')}\gamma dh=-\gamma ^{m}H^{\gamma }}
где точка с нормальным потенциалом {\displaystyle U'}не совпадает с точкой H на земной поверхности, а лежит с ней практически на одной нормали к эллипсоиду (см. рис. 1), {\displaystyle \gamma ^{m}} — среднее интегральное значение нормальной силы тяжести на отрезке от {\displaystyle U_{0}} до {\displaystyle U'}:
{\displaystyle \gamma ^{m}={1 \over H^{\gamma }}\int \limits _{(U_{0})}^{(U')}\gamma dH}
что можно вычислить с любой степенью точности, в отличие от грубо известного {\displaystyle g^{m}}, где {\displaystyle g^{m}} — среднее интегральное значение силы тяжести на отрезке силовой линии. Из условия выше имеем:
| {\displaystyle {\displaystyle H^{\gamma }={1 \over \gamma ^{m}}\int \limits _{(W_{0})}^{(W)}gdh=-{W-W_{0} \over \gamma ^{m}}}} — нормальная высота точки земной поверхности. |

В простейшем случае {\displaystyle \gamma ^{m}} можно определить по нормальному градиенту как {\displaystyle \gamma } на половине {\displaystyle H^{\gamma }}, то есть:
{\displaystyle \gamma _{0}-{\partial \gamma  \over \partial H}{H^{\gamma } \over 2}}